# Anophthalmus hitleri
Anophthalmus hitleri ist ein etwa 5 Millimeter langer augenloser und endemisch in Höhlen in Slowenien lebender Käfer von brauner Farbe aus der Familie der Laufkäfer. Oskar Scheibel (1881–1953), ein österreichischer Käfersammler, der mehrere Exemplare für seine Sammlung erstand und als neue Art erkannte, benannte den Käfer im Jahr 1937 nach Adolf Hitler. Es handelt sich um echte Höhlenbewohner (Troglobionten), die durch morphologische und auch physiologische Merkmale an diesen Lebensraum angepasst sind.
Die Namensgebung wird regelmäßig diskutiert und auch in wissenschaftlichen Betrachtungen wurde eine Umbenennung mehrfach erörtert. Nach den international geltenden Regeln der zoologischen Nomenklatur (International Code of Zoological Nomenclature, ICZN) kann der Name nicht nachträglich geändert werden. In nichtwissenschaftlichen Publikationen wird der Käfer regelmäßig als „Hitlerkäfer“ bezeichnet, einen etablierten deutschen Trivialnamen gibt es nicht.

## Merkmale
Anophthalmus hitleri erreicht eine Körperlänge von 5 bis 5,5 Millimeter. Er ist rötlichbraun gefärbt und besitzt auf der Oberseite eine kurze, kaum sichtbare Behaarung. Das Männchen ist glänzend, das Weibchen etwas matter.
Der Kopf ist langgestreckt mit langen Mandibeln, gemeinsam mit diesen ist er etwa 1,5-mal so lang wie breit. Die größte Breite hat der Kopf relativ weit vorn und die Seiten sind gleichmäßig gerundet, ohne sich nach hinten backenartig zu verbreitern. Die Stirnfurchen gehen nach hinten stark auseinander. Die Fühler reichen zurückgelegt bis zur Mitte der Flügeldecken. Sie sind schlank und die ersten vier Glieder verhalten sich in der Länge im Verhältnis 4:3:5:5 zueinander.
Der Halsschild ist etwas breiter als der Kopf sowie etwa gleich lang wie breit mit der größten Breite am Ende des ersten Viertels. Es ist nicht herzförmig und die Seiten verengen sich nach hinten geradlinig Der Seitenrand ist fein gerandet und die nur wenig verlängerten Hinterecken sind nicht abgesetzt. Die Basalgrübchen sind breit und tief ausgebildet. Die Beine sind lang und schlank ausgebildet, mit gefurchten Tibien und verbreiterten Oberschenkeln.
Die Flügeldecken sind nicht ganz doppelt so lang wie breit und haben ihre größte Breite leicht hinter der Mitte mit einer Breite, die etwa das 1,5fache des Halsschildes beträgt. Sie sind wenig gewölbt und entlang der Flügelnaht leicht abgeflacht. Der Schulterbereich ist sehr stark abgeschrägt und eingebuchtet. Bis zur Mitte des Deckflügels verläuft der Seitenrand geradlinig und danach bis zum Ende gleichmäßig gerundet. Die Punktierung ist bei den inneren Streifen nur leicht ausgebildet und nimmt nach außen weiter ab. In der dritten Reihe befinden sich drei Borstenpunkte, wobei der erste im ersten Fünftel, der zweite etwa in der Mitte und der letzte im hinteren Neuntel der Flügeldecke liegt. Wie bei den meisten Insekten spielt die Form des Aedeagus („Penis“) eine besondere Rolle für die Klassifizierung. Der Aedeagus von Anophthalmus hitleri ist sehr kräftig und „plump“ ausgebildet. Er verengt sich abrupt zur Spitze, die etwas aufgebogen ist.

## Lebensweise und Vorkommen
Nach dem Erstbeschreiber „bewohnt“ die Art das Hügelland nördlich der Sann (Savinja) zwischen Praßberg (Mozirje) und Cilli (Celje) und grenzt damit östlich an das Verbreitungsgebiet von Anophthalmus bernhaueri und an das von Anophthalmus schaumi im Norden und Westen. Das erste Exemplar der Art, ein Männchen, wurde 1932 in einer Höhle namens „Steska jama“ nördlich von Žalec gefangen. Weitere Exemplare, die in der Erstbeschreibung erwähnt sind (Typus-Exemplare), stammen aus Fängen der Jahre 1932 und 1937 in Höhlen namens Josefistollen und Barbara bei Mozirje, Polzela und Žalec.
Über die Lebensweise von Anophthalmus hitleri gibt es kaum Informationen. Es handelt sich um einen räuberisch lebenden Laufkäfer, der als troglobionte Art ausschließlich in Höhlen lebt. Entsprechend besitzt er einige typische Merkmale von Höhlenbewohnern (troglomorphe Merkmale) wie die fehlenden Augen oder die helle Färbung. Er ist endemisch in den carbonatreichen Höhlensystemen Sloweniens. Bei Untersuchungen befanden sich identifizierte Individuen der Art mindestens 11 bis 66 Meter vom Höhleneingang entfernt und in flachen Höhlen in Tiefen von acht bis elf Metern. Bei Untersuchungen der Anpassungsstrategien an tiefe Temperaturen in diesen flachen Höhlen wurde festgestellt, dass Anophthalmus hitleri wie mehrere andere Flachhöhlenbewohner in der Lage ist, seine Kältetoleranz im Winter gegenüber dem Sommer signifikant zu erhöhen und dabei die niedrigste tödliche Temperatur von etwa −3 °C im Sommer auf bis −5 °C im Winter absinkt.

## Systematik
Die Art wurde 1937 von Oskar Scheibel wissenschaftlich beschrieben und direkt in die Gattung Anophthalmus eingeordnet, zu der er heute noch gehört.
Eine phylogenetische Untersuchung, die den Käfer einbezieht, liegt nicht vor und entsprechend können keine Aussagen über die Einordnung innerhalb der Gattung und potenzielle Schwesterarten getroffen werden. Die Gattung selbst wird einem Artkomplex innerhalb der Tribus Trechini zugeordnet und in die nähere Verwandtschaft der Gattung Duvalius eingeordnet, in der ebenfalls mehrere troglobionte Arten vorkommen. Ob Anophthalmus allerdings tatsächlich eigenständig ist oder in die Gattung Duvalius eingeordnet werden müsste, ist nicht geklärt. Die Gattungen des Komplexes entwickelten sich während des späten Miozäns, also vor etwa 11,6 bis 5,3 Millionen Jahren.

## Benennung
Der Gattungsname Anophthalmus bedeutet „augenlos“ und bezieht sich auf dieses anatomische Merkmal des Tieres. Zur Wahl des Artepithetons hitleri schreibt Scheibel im letzten Satz seiner Erstbeschreibung: Dem Herrn Reichskanzler Adolf Hitler als Ausdruck meiner Verehrung zugeeignet. In Medienberichten wird der Käfer gelegentlich „Hitlerkäfer“ genannt. Dabei handelt es sich nicht um einen gebräuchlichen Trivialnamen, sondern um ein medienwirksames Schlagwort. Einen etablierten deutschen Trivialnamen hat Anophthalmus hitleri nicht.

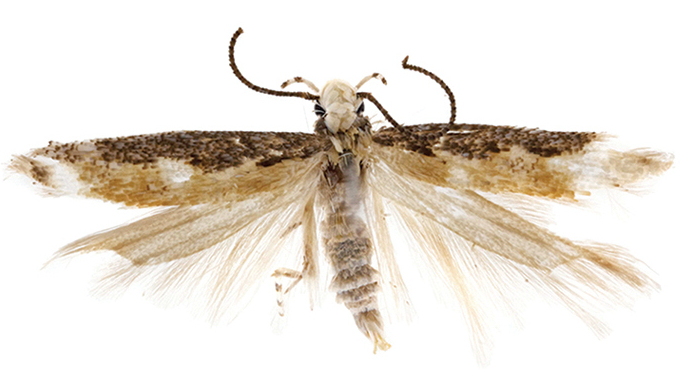
Neopalpa donaldtrumpi, 2023 benannt nach dem US-Präsidenten Donald Trump

Durch die politische Entwicklung in Deutschland während der Zeit des Nationalsozialismus, die im Holocaust sowie dem Zweiten Weltkrieg gipfelte und für die Hitler die Verantwortung trug, geriet die Benennung nach dem Zweiten Weltkrieg regelmäßig in Kritik. Nach den international geltenden Regeln der zoologischen Nomenklatur (International Code of Zoological Nomenclature, ICZN) kann der Name allerdings nicht geändert werden, da hier die Prioritätsregel für die Erstbenennung gilt. 2023 wurde durch Bae et al. 2023 die Frage nach einer Umbenennung dieser und weiterer Arten wie der nach dem italienischen Diktator Benito Mussolini benannte Schmetterling Hypopta mussolinii aus Libyen oder der nach Cecil Rhodes benannte Homo rhodesiensis erneut aufgeworfen, indem die Priorisierung der nomenklatorischen Stabilität über ethische Maßstäbe hinterfragt wird. Im gleichen Jahr hatte die ICZN eine Umbenennung problematisch benannter Taxa mit dem Argument der notwendigen Stabilität abgelehnt. Weitere Forderungen zur Umbenennung problematischer Taxa wie A. hitleri wurden in weiteren Fachmedien veröffentlicht und nahmen auch explizit Bezug auf Anophthalmus hitleri. Teilweise wurde darin grundsätzlich die Benennung nach Personen durch Eponyme problematisiert, wobei auch die sehr aktuelle Benennung von Neopalpa donaldtrumpi nach dem US-Präsidenten Donald Trump angesprochen wurde.
Für Anophthalmus hitleri schlug 2024 eine Arbeitsgruppe um Desalegn Chala konkret die Umbenennung in einen neutralen Namen wie Anophthalmus z vor, durch den es keine Veränderungen in der systematischen Zuordnung gäbe und nur der Artname verändert würde; eine Gefahr für die nomenklatorische Stabilität sahen sie darin nicht.

## Sammlerwert und Bedrohung
Aufgrund seines Namens ist Anophthalmus hitleri ein gefragtes Sammlerobjekt, wobei es sich bei den Interessenten weniger um klassische Insektensammler handelt, denen es um auffällige Merkmale oder die Ästhetik des Tieres geht, sondern um Sammler von Nazi-Memorabilien. Der Sammlerwert der Tiere ist hoch, einzelne Sammler zahlen mehr als 1000 Euro für ein Exemplar und viele Käfer wurden aus wissenschaftlichen Museumssammlungen gestohlen. Gelegentlich wird dabei behauptet, der Käfer sei durch die Sammeltätigkeiten bedroht, was jedoch aufgrund der versteckten und nahezu unbekannten Lebensweise der Tiere angezweifelt wird.
Höhlenliebende Käferarten der Dinariden werden generell illegal mit beköderten Fallen gefangen und an Käfersammler als Raritäten verkauft, wobei seltene Arten hohe Preise erzielen können. Da viele Arten extrem selten sind und nur eine oder wenige Höhlen besiedeln, ist diese Fauna insgesamt bedroht. Dies gilt auch für die Arten mit weniger herausgehobener Benennung.